# Zalán (keresztnév)
A Zalán férfikeresztnév. Eredetére többféle magyarázat is él. Anonymus Saladus néven említi a honfoglalás előtt a Duna-Tisza közén uralkodó vezért. A Tisza mentén található egy Szalánkemén nevű helység, azonban az is elképzelhető, hogy Anonymus a helységnévből alkotta az uralkodó nevét. A helynév szláv eredetű, jelentése: sós kő. Női párja:
Zalánka. Más elképzelés szerint a Zalán név török eredetű, jelentése: dobó, ütő.[forrás?]
Bizonytalan az is, hogy mi volt a név eredeti kiejtése, lehetett Szalan, Salán vagy Szalán is[forrás?]; a jelenlegi Zalán olvasat valószínűleg téves, ez Vörösmarty Mihály Zalán futása című műve révén terjedt el.

## Gyakorisága
Az 1990-es években igen ritka név, a 2000-es években a 27-54. leggyakoribb férfinév. A 2020-as években egyre gyakoribb lett, amíg 2022-ben és 2023-ban a 8. leggyakoribb férfinév volt.

## Névnapok
- március 30.[2]
- július 14.[2]
- szeptember 10.[2]
- december 30.[2]

## Híres Zalánok
- Bodó Zalán fizikus
- Kovács Zalán tubaművész
- Makranczi Zalán színművész
- Mészáros Zalán kosárlabdázó
- Zombori Zalán labdarúgó, televíziós szakkommentátor
- Z. Kiss Zalán gitáros, zeneszerző
- Zalán, Vörösmarty Mihály Zalán futása c. hőskölteményének főszereplője

## Egyéb Zalánok
- Zalán település Romániában